# シュコドラ州
シュコドラ州（アルバニア語: Qarku i Shkodrës、英語: Shkodër County）は、アルバニアの州である。

## 概要
シュコドラ州はアドリア海に面した海岸線を持ち、州北部・モンテネグロ国境にはバルカン半島最大の湖、シュコダル湖がある。また、国内では東側にクケス州、南側にレジャ州との州境を持つ。面積は3,561.25平方キロメートル、人口は249,982人（2008年）。州都はシュコドラである。

## 下部行政区画
- シュコドラ県
- マレスィア・エ・マヅェ県
- プカ県

## シュコドラ州を舞台とした作品
- ジャック・ヒギンズ『地獄の鍵』(The Keys of Hell) - 発行当初はマーティン・ファロン名義。
- ドロシー・ギルマン『おばちゃまは飛び入りスパイ』（The unexpected Mrs.Pollifax）

## 関連項目

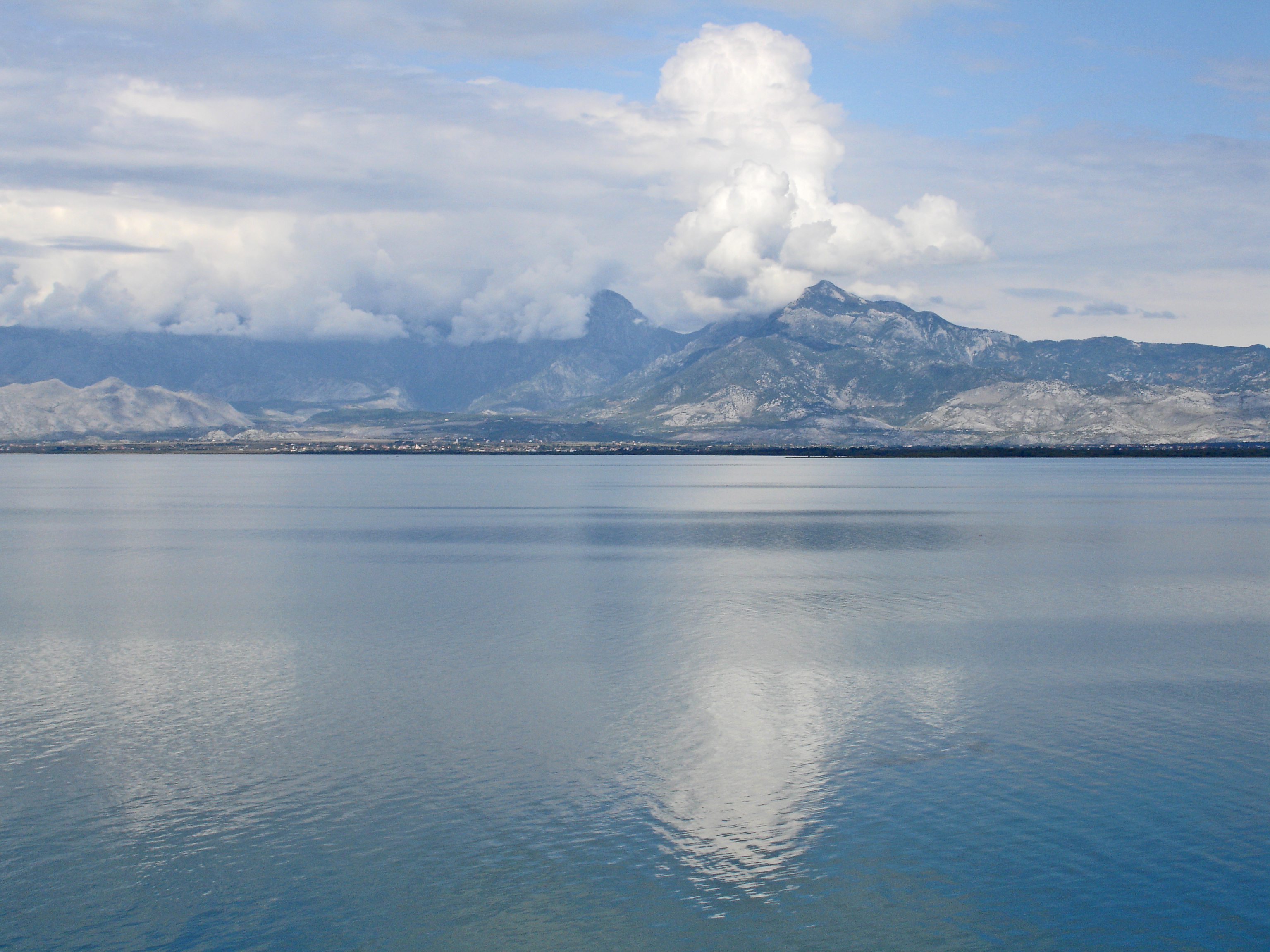
シュコダル湖